# Vegard Gjermundshaug
Vegard Gjermundshaug (Tynset, 10 gennaio 1992) è un ex biatleta norvegese.

## Biografia
Vegard Gjermundshaug, attivo dalla stagione 2012-2013, ai Mondiali juniores di Obertilliach 2013 ha vinto la medaglia d'oro nella staffetta; in Coppa del Mondo ha esordito il 19 marzo 2015 a Chanty-Mansijsk in sprint (47º), ha conquistato il miglior piazzamento individuale il 1º dicembre 2016 a Östersund in individuale (24º) e ha ottenuto l'unico podio il 5 marzo 2017 a Pyeongchang Alpensia in staffetta (3º), nella sua ultima gara nel massimo circuito. Si è ritirato al termine della stagione 2017-2018 e la sua ultima gara in carriera è stata l'inseguimento di IBU Cup disputato il 17 marzo a Chanty-Mansijsk, chiuso da Gjermundshaug al 14º posto; non ha preso parte a rassegne olimpiche o iridate.

## Palmarès

### Mondiali juniores
- 1 medaglia:
  - 1 oro (staffetta a Obertilliach 2013)

### Coppa del Mondo
- Miglior piazzamento in classifica generale: 72º nel 2017
- 1 podio (a squadre):
  - 1 terzo posto